# 코카콜라 시트라
코카콜라 시트라(Coca-Cola Citra)는 코카콜라 컴퍼니에서 만든 음료이다. 일반 코카콜라의 레몬-라임 맛 변형이다.
디자인은 노란색과 초록색 줄무늬, 그리고 레몬과 라임을 닮은 한 쌍의 감귤류 과일을 보여준다.

## 시트라가 출시된 국가
코카콜라 시트라와 코카콜라 시트라 라이트는 2005년 멕시코에서 제품 시험을 위한 한정판으로 처음 출시되었다.
이 음료는 2005-2006년 여름 시즌에 뉴질랜드에서 한정판으로 출시되었고, 2007년 3월부터 9월까지 다시 출시되었다.
이 음료는 2006년 5월 29일 일본에 출시되었으며, 1.5리터, 500ml, 300ml 용량으로 판매되었다. 그러나 이듬해 단종되었다.
이 음료의 다이어트 버전은 2007년 영국에서 다이어트 코크 위드 시트러스 제스트로 출시되어 기존의 레몬 맛 다이어트 코크와 라임 맛 다이어트 코크 변형을 대체했다.(원래는 오렌지 맛 변형, 즉 Coca-Cola Light Sango가 될 예정이었다.) 2018년 5월, 이 음료는 영국에서 다이어트 코크 엑조틱 망고 변형의 도입으로 인해 단종되었다.
2023년, 코카콜라 제로 칼로리 레몬-라임이라는 이름의 제로 슈거 변형이 요르단에서 출시되었다.

## 같이 보기
- 코카콜라